# اسلیر
اسلِیِر (به انگلیسی: Slayer) یک گروه موسیقی ترش متال آمریکایی است که در سال ۱۹۸۱ در هانتینگتون پارک شکل گرفت. از آن‌ها به‌همراه گروه‌هایی چون مگادث، متالیکا و انترکس با لقب «چهار بزرگ» سبک ترَش متال یاد می‌شود. ترکیب نهایی این گروه شامل کری کینگ (گیتاریست)، تام آرایا (وکالیست/بیسیست)، پائول بوستاف (درامر) و گری هالت (گیتاریست) می‌شود. هالت که ابتدا در سال ۲۰۱۱ به عنوان نوازنده تور به گروه پیوست و پس از درگذشت جف هنمن در سال ۲۰۱۳ به عضویت دائم گروه درآمد. درامر جان دته، از اعضای سابق گروه بوده است.
در ترکیب اصلی گروه، کینگ، هنمن و آرایا در نوشتن متن‌های ترانه‌ها سهم داشتند و تمام موسیقی‌های گروه توسط کینگ و هنمن ساخته شده بود. متن‌های ترانه و طراحی کاور آلبوم‌های گروه که موضوعاتی مانند قاتلان زنجیره‌ای، علوم خفیه، تروریسم، دین، فاشیسم، نژادپرستی و جنگ را پوشش می‌دادند، باعث ممنوعیت آلبوم‌ها، تأخیر در انتشار، شکایت‌های حقوقی و انتقاد از سوی گروه‌های مذهبی شدند. با این حال، موسیقی آن‌ها بسیار تأثیرگذار بوده و توسط بسیاری از گروه‌ها به عنوان منبع الهام در زمینه موسیقی، ظاهر و متن ترانه‌ها یاد شده است؛ آلبوم سوم گروه، سلطنت در خون (۱۹۸۶)، به عنوان یکی از سنگین‌ترین و تأثیرگذارترین آلبوم‌های تراش متال شناخته شده است.
اسلیر دوازده آلبوم استودیویی، سه آلبوم زنده، یک جعبه مجموعه، شش ویدئوی موسیقی، دو آلبوم ئی‌پی و یک آلبوم کاور منتشر کرده است. چهار آلبوم استودیویی گروه در ایالات متحده موفق به کسب گواهی طلایی شده‌اند. طبق گزارش نیلسن سانداسکن، اسلیر بین سال‌های ۱۹۹۱ تا ۲۰۱۳، پنج میلیون نسخه آلبوم در ایالات متحده به فروش رسانده است. گروه پنج بار نامزد دریافت جایزه گرمی شده و دو بار برنده این جایزه شده است؛ یک بار در سال ۲۰۰۷ برای آهنگ «چشمان دیوانه» و بار دیگر در سال ۲۰۰۸ برای آهنگ «شش نهایی»، که هر دو از آلبوم خیال باطل مسیح (۲۰۰۶) بودند. اسلیر در سال ۲۰۱۹ پس از پایان تور خداحافظی یک‌ونیم ساله خود منحل شد، اما از سال ۲۰۲۴ به بعد برای برگزاری اجراهای گردهمایی گاه‌به‌گاه دوباره شکل گرفته است.

## درباره
جف هنمن و کری کینگ اعضای بنیان‌گذار اسلیر هستند. اسلِیِر در سال ۱۹۸۶ و با انتشار آلبوم فرمانروایی میان خون نوید ظهور یک پدیدهٔ جدید در موسیقی ترش متال آمریکا را داد. این آلبوم از سوی نشریهٔ موسیقی انگلیسی کرنگ! به عنوان هوی‌ترین آلبوم همهٔ دوران شناخته شد.
مشخصه موسیقی اسلیر پیگینگ سریع، دابل باس درامینگ و فریادهای خواننده است. متن آهنگ‌ها و طرح جلد آلبوم‌های گروه متأثر از مضامینی همچون مذهب، شیطان‌پرستی، قتل‌های زنجیره‌ای و جنگاوری است، که اغلب اوقات باعث ممنوع شدن آلبوم‌ها، تأخیر در انتشار آنها، طرح شکایت علیه گروه و بروز اعتراض‌هایی از سوی انجمن‌های مذهبی و عامه مردم می‌شود.
از سال ۱۹۸۳ که اولین آلبوم گروه منتشر شد، آن‌ها تا کنون دو آلبوم اجرای زنده، یک مجموعه، شش موزیک ویدئو و دوازده آلبوم استودیویی را روانه بازار کرده‌اند، که باعث شد گروه چهار بار از گواهی‌نامه انجمن صنعت ضبط آمریکا نشان طلا را دریافت کند و همچنین پنج بار نامزد دریافت جایزه گرمی شود که دو بار موفق به دریافت آن برای آهنگ «چشمان دیوانه» (۲۰۰۷) و «پایان ششم» (۲۰۰۸) گشت.
اسلیر در جشنواره‌های مختلفی در سرتاسر جهان از جمله آنهولی آلیانس، میهم و آزفست به اجرا پرداخته است.

## اعضا

### کنونی
- تام آرایا – آواز، بیس (۱۹۸۱–۲۰۱۹، ۲۰۲۴–اکنون)
- کری کینگ – گیتار (۱۹۸۱–۲۰۱۹، ۲۰۲۴–اکنون)
- گری هالت – گیتار (۲۰۱۳–۲۰۱۹، ۲۰۲۴–اکنون؛ عضو تور ۲۰۱۱–۲۰۱۳)
- پال باستاف – درامز (۱۹۹۲–۱۹۹۶، ۱۹۹۷–۲۰۰۱، ۲۰۱۳–۲۰۱۹، ۲۰۲۴–اکنون)

### پیشین
- جف هنمن: گیتار الکتریک (۱۹۸۱–۲۰۱۳)
- دیو لومباردو: درامز (۱۹۸۱–۱۹۸۶، ۱۹۸۷–۱۹۹۲، ۲۰۰۲–۲۰۱۳)
- جان دت: درامز (۱۹۹۶–۱۹۹۷)

## آلبوم‌ها

### آلبوم‌های استودیویی
- رحم بی رحم (۱۹۸۳)
- دوزخ در انتظار است (۱۹۸۵)
- سلطنت در خون (۱۹۸۶)
- جنوب بهشت (۱۹۸۸)
- فصول مغاک (۱۹۹۰)
- مداخله الهی (۱۹۹۴)
- رفتار بی‌چون‌وچرا (۱۹۹۶)
- اهریمن موسیقا (۱۹۹۸)
- خدا از همه‌مان بیزار است (۲۰۰۱)
- خیال باطل مسیح (۲۰۰۶)
- دنیای به رنگ خون (۲۰۰۹)
- بی‌توبه (۲۰۱۵)

### آلبوم‌های اجرای زنده
| ردیف | نام آلبوم            | معنی نام     | سال انتشار |
| ۱    | Live Undead          | زنده و بی‌مرگ | ۱۹۸۵       |
| ۲    | Decade of Aggression | دهه خشونت    | ۱۹۹۱       |